# Établissement stable
L'impôt sur les sociétés frappe les bénéfices réalisés dans les entreprises exploitées en France. La définition de l’établissement stable permet de déterminer quel pays est en droit d'imposer le résultat réalisé.

## Notion d’établissement stable en droit interne
La notion d’établissement stable en droit interne permet d’identifier les revenus imposables en France au titre des bénéfices de l’entreprise. Cette notion vise les entreprises exploitées en France. Seuls les bénéfices exploités en France sont imposables en France. La notion d’entreprise exploitée en France n’est pas définie par la loi mais par la jurisprudence soit comme : 
- un établissement autonome ;
- un représentant sans personnalité professionnelle indépendante ;
- un cycle commercial complet.

## Notion d’établissement stable en droit conventionnel
Les conventions internationales signées par la France retiennent la notion d’établissement stable comme critère de rattachement territorial des bénéfices. Chaque convention fournit en principe une définition de l’établissement stable . La convention modèle OCDE donne une définition de l’établissement stable dans son article 5. Il s’agit d’une installation fixe d’affaire par l’intermédiaire de laquelle une entreprise exerce tout ou partie de son activité.